# Wapen van Rupelmonde

Het wapen van Rupelmonde

Het wapen van Rupelmonde werd in 1819 door de Hoge Raad van Adel aan de toenmalige Oost-Vlaamse gemeente Rupelmonde toegekend. Het wapen werd bevestigd bij KB van 30 januari 1840. Sinds Rupelmonde in 1976 met de gemeente Kruibeke fuseerde, heeft het wapen geen officiële status meer. De blazoenering uit 1840 luidde als volgt:

D'azur à une aigle éployée, à deux têtes, d'or, chargée en cœur d'un écusson de même, à un château d'azur accompagné en chef, d'un glaive de même, posé en face, la pointe à dextre. L'écu timbré d'une couronne d'or.

Achtergrond van lazuur met opvliegende dubbele adelaar van goud in het hart beladen met een wapenschild van hetzelfde, met een kasteel van lazuur, in het hoofd vergezeld van een zwaard in hetzelfde, in dwarsbalk geplaatst, de punt naar rechts; het schild gedekt door een gouden kroon.

## Symboliek van het wapen
De dubbelkoppige adelaar verwijst naar het Heilige Roomse Rijk en herinnert eraan dat Rupelmonde, net als het hele Land van Waas, eens tot Rijks-Vlaanderen behoorde. Het kasteel verwijst naar de burcht van Rupelmonde, waarvan nu alleen de Graventoren overblijft; het zwaard erboven duidt op de rechtsmacht die de graaf van Vlaanderen uitoefende over Rupelmonde. De vlag van Rupelmonde was van blauw en geel, het blauw aan de stok, evenals de naburige gemeenten Bazel en Temse. Deze kleuren, de zogenaamde rijkskleuren van het Verenigd Koninkrijk der Nederlanden, werden destijds systematisch toegekend wanneer de gemeente in kwestie geen kleuren vermeldde in haar aanvraag.

## Verwante symbolen en wapens

Het wapen zonder kroon, zoals het vaak afgebeeld wordt
De vlag van de voormalige gemeente Rupelmonde
De dubbelkoppige adelaar van het Heilige Roomse Rijk
Het wapen van het Verenigd Koninkrijk der Nederlanden, waaraan dat van Rupelmonde zijn kleuren ontleent

Aalst · Aalter · Assenede · Berlare · Beveren-Kruibeke-Zwijndrecht · Brakel · Buggenhout · Deinze · Denderleeuw · Dendermonde · Destelbergen · Eeklo · Erpe-Mere · Evergem · Gavere · Gent · Geraardsbergen · Haaltert · Hamme · Herzele · Horebeke · Kaprijke · Kluisbergen · Kruisem · Laarne · Lebbeke · Lede · Lierde · Lievegem · Lochristi · Lokeren · Maarkedal · Maldegem · Merelbeke-Melle · Nazareth-De Pinte · Ninove · Oosterzele · Oudenaarde · Ronse · Sint-Gillis-Waas · Sint-Laureins · Sint-Lievens-Houtem · Sint-Martens-Latem · Sint-Niklaas · Stekene · Temse · Waasmunster · Wetteren · Wichelen · Wortegem-Petegem · Zele · Zelzate · Zottegem · Zulte · Zwalm

Voormalige gemeentewapens: 
Bazel · Beveren · De Pinte · Kruibeke · Oosteeklo · Rupelmonde · Steendorp · Tielrode